# Xeroniscus erythraeus
Xeroniscus erythraeus là một loài chân đều trong họ Eubelidae. Loài này được Ferrara miêu tả khoa học năm 1972.